# Hemiemblemaria simulus
Hemiemblemaria simulus is een  straalvinnige vissensoort uit de familie van de snoekslijmvissen (Chaenopsidae). De wetenschappelijke naam van de soort is voor het eerst geldig gepubliceerd in 1940 door Longley & Hildebrand.